# 姆迪纳
姆迪纳（發音：[lɪmˈdiːnɐ]），是马耳他的市镇，位于马耳他岛中部。曾是马耳他的首都。市镇面积为0.9平方公里，2014年人口数量为292人。姆迪纳紧邻拉巴特，而拉巴特源自阿拉伯语单词，意为“郊区”，拉巴特的人口数量则超过11,000人。姆迪纳又名“宁静的城市”，著名景点有圣保禄主教座堂。